# 李智 (1959年)
李智（1959年12月—），男，湖南邵阳人，中华人民共和国政治人物，二级大法官，曾任江西省人民检察院副检察长、党组副书记，曾任陕西省高级人民法院党组书记、院长。

## 生平
2018年2月24日，当选为第十三届全国人大代表。2023年1月，卸任陕西省高级人民法院院长一职。